# Woiwodschaft Warschau (1945–1975)

Woiwodschaft Warschau (1950–1975)

Woiwodschaft Warschau (1946)

Woiwodschaft Warschau (1975–1998)

Die Woiwodschaft Warschau war eine Verwaltungseinheit in Polen, die von 1945 bis 1975 bestand. Sie hatte 2.537.300 Einwohner (1973) und eine Fläche von 30.324 km².

## Geschichte
Die Woiwodschaft Warschau war Nachfolger der gleichnamigen Gebietseinheit mit 31.656 km², die vor der deutschen Besatzungszeit in der Zweiten Republik Polen von 1919 bis 1939 bestand.
Am 1. Juni 1975 wurden die Powiate aufgelöst und die Woiwodschaften in ihrem Zuschnitt erheblich verkleinert. Die neue Woiwodschaft Warschau hatte eine Fläche von 3.800 km² und gab etwa 27.500 km² an die neu gebildeten Woiwodschaften Płock, Ciechanów, Ostrołęka, Siedlce und Radom ab.
Diese Woiwodschaften gingen 1999 in der Woiwodschaft Masowien mit 35.566 km² auf.

### Gebietsveränderungen
Am 18. August 1945 wurde der Powiat Łomżyński an die Woiwodschaft Białystok abgegeben. Am 1. Januar 1949 wurden der Powiat Siedlecki und die Stadt Siedlce von der Woiwodschaft Lublin übernommen.

### Interne Veränderungen
Der Powiat Błoński wurde im März 1948 in den Powiat Grodziskomazowiecki überführt. Am 1. Juli 1952 wurde der Warschauer Powiat aufgelöst und die Powiate Piaseczyński, Pruszkowski, Nowodworski sowie der „kurstädtische“ Powiat miejsko-uzdrowiskowy Otwock geschaffen. Aus letzterem entstanden zum 1. Januar 1958 der Powiat und die Stadt Otwock als Gebietseinheiten. Zum 1. Januar 1956 wurden die Powiate Łosicki, Rycki, Wyszkowski und Żuromiński gegründet.

## Gliederung (1973)
Die Woiwodschaft bestand 1973 aus fünf Städten mit Rechten eines Powiat (kreisfreie Städte) und 28 Powiaten (Kreisen).

### Städte mit Rechten eines Powiat
- Otwock (seit 1958)
- Płock
- Pruszków
- Siedlce
- Żyrardów

### Powiate
(Powiat – Sitz des Powiats)
- Ciechanowski – Ciechanów
- Garwoliński – Garwolin
- Gostyniński – Gostynin
- Grodziskomazowiecki – Grodzisk Mazowiecki
- Grójecki – Grójec
- Łosicki (seit 1956) – Łosice
- Makowski – Maków Mazowiecki
- Miński – Mińsk Mazowiecki
- Mławski – Mława
- Nowodworski (seit 1952) – Nowy Dwór Mazowiecki
- Ostrołęcki – Ostrołęka
- Ostrowski – Ostrów Mazowiecka
- Otwocki (seit 1952/1958) – Otwock
- Piaseczyński (seit 1952) – Piaseczno
- Płocki – Płock
- Płoński – Płońsk
- Pruszkowski (seit 1952) – Pruszków
- Przasnyski – Przasnysz
- Pułtuski – Pułtusk
- Rycki (seit 1956) – Ryki
- Siedlecki – Siedlce
- Sierpecki – Sierpc
- Sochaczewski – Sochaczew
- Sokołowski – Sokołów Podlaski
- Węgrowski – Węgrów
- Wołomiński – Wołomin
- Wyszkowski (seit 1956) – Wyszków
- Żuromiński (seit 1956) – Żuromin